# Brian Conklin
Brian Conklin (* 5. September 1989 in Eugene, Oregon) ist ein US-amerikanischer Basketballspieler. Nach dem Studium in seinem Heimatland startete Conklin eine professionelle Karriere in Neuseeland und Australien, wo er für die Southland Sharks, mit denen er eine neuseeländische Meisterschaft gewann, und Townsville Crocodiles insgesamt gut zwei Jahre bis 2015 spielte und die Auszeichnung als MVP der NBL 2014/15 erreichte. Über Puerto Rico und die Dominikanische Republik, wo er ebenfalls mit den Leones de Santo Domingo eine Meisterschaft gewann, wechselte er schließlich nach Frankreich, wo er in der LNB Pro A 2016/17 zunächst für Nanterre 92 spielte und mit dieser Mannschaft den Coupe de France sowie den FIBA Europe Cup 2016/17 gewann. In der neuen Saison LNB Pro A 2017/18 spielt Conklin für den Ligarivalen und Altmeister Limoges CSP.

## Karriere
Conklin machte seinen Schulabschluss in seiner Heimatstadt an der North Eugene High School, an der einst auch der Ausnahmesportler und spätere MLB- und NBA-Profi Danny Ainge seinen Schulabschluss erreicht hatte. Erstmals seit Ainge erreichte die Basketball-Schulmannschaft mit Conklin nach 30 Jahren Pause 2007 wieder eine Staatsmeisterschaft. Nach dem Schulabschluss ein Jahr später wechselte Conklin zum Studium an die Saint Louis University, wo er für die Hochschulmannschaft Bilikens von 2008 bis 2012 in der Atlantic 10 Conference (A-10) der National Collegiate Athletic Association (NCAA) spielte. Die Bilikens aus dem Mittleren Westen, die erst drei Jahre zuvor Mitglied dieser Conference geworden waren, verpassten jedoch in der Folgezeit unter Trainer Rick Majerus den erstmaligen Titelgewinn dieser Conference. Stattdessen spielte man 2010 in der Postseason erstmals im College Basketball Invitational (CBI), in dem man bis ins Finale einzog. Die Final-Play-offs im Modus „Best-of-Three“ wurden jedoch in zwei Spielen von den Rams der Virginia Commonwealth University gewonnen. Knapp zwei Jahre später erreichten die Bilikens erstmals unter Majerus’ Ägide, und auch letztmals nach dessen Tod knapp neun Monate später, die Qualifikation für die landesweite NCAA-Endrunde, obwohl man als Zweiter der Conference das Halbfinale der A-10-Meisterschaft verloren hatte. Nach dem Sieg im Auftaktspiel über die Tigers der University of Memphis verloren die Bilikens ihr zweites Spiel nur knapp mit vier Punkten Unterschied gegen die in ihrer Gruppe topgesetzten Spartans der Michigan State University, die sich unter anderem dank eines Double-double des späteren NBA All-Stars und Olympiasiegers Draymond Green in die nächste Runde retteten. Nach dem Ende seiner NCAA-Karriere konnte sich Conklin jedoch nicht für ein Engagement in der am höchsten dotierten US-Profiliga NBA empfehlen.
Stattdessen startete Conklin erst knapp ein Jahr später seine professionelle Karriere in Neuseeland, als er im März 2013 einen Vertrag bei den Southland Sharks aus Invercargill an der Südspitze der Südinsel unterschrieb. Bei den Sharks, die in der höchsten nationalen Spielklasse Neuseelands spielen, erreichte Conklin beinahe ein Double-double im Durchschnitt, als er die Mannschaft mit gut 22 Punkten und neun Rebounds zusammen mit Final Four-MVP Leon Henry zur erstmaligen Meisterschaft führte. Anschließend wechselte er nach Australien, wo er in Townsville für die Crocodiles in der supranationalen National Basketball League Australasiens spielte, die eine dem Wettbewerbskalender der Nordhalbkugel vergleichbare Saison spielen. Conklin erzielte in der Saison 2013/14 bereits im November seine Karrierebestleitung in der NBL mit 33 Punkten, die er später nur noch einmal erreichen sollte, und führte seine Mannschaft mit 16 Punkten in Punkten pro Spiel an, die trotzdem nach nur zehn Siegen in 28 Spielen den letzten Platz der regulären Saison belegte und die Play-offs verpasste. Conklin wurde gleichwohl als einer der zehn besten Spieler der Saison in das NBL All-Second Team gewählt. Zurück bei den Southland Sharks konnte Conklin mit gut 20 Punkten und 9,7 Rebounds pro Spiel seine individuellen Werte aus der Vorsaison bestätigen, doch der Titelverteidiger verlor als Hauptrundenvierter das Halbfinale beim Final-Four-Turnier gegen die Hawke’s Bay Hawks. Anschließend kehrte er erneut zu den Crocodiles an die australische Ostküste zurück. Obwohl sich die Crocodiles mit elf Siegen auf dem sechsten und drittletzten Platz gegenüber der Vorsaison nur geringfügig verbessern konnten, wurde Conklin nach knapp 19 Punkten und sechs Rebounds pro Spiel als Most Valuable Player der NBL ausgezeichnet, nachdem er zuvor bereits einmal die Auszeichnung als „player of the week“ (deutsch Spieler der Woche) erhalten hatte.
Nach dem frühzeitigen Saisonende in Australien wechselte Conklin im Frühjahr 2015 nicht mehr zurück nach Neuseeland, sondern wechselte in die Karibik in die Baloncesto Superior Nacional auf Puerto Rico, wo er für die Cangrejeros aus Santurce 32 Einsätze in der regulären Saison hatte. Im Juli 2015 kehrte er zu den Crocodiles nach Australien zurück, doch der vormalige MVP stand in der Kritik, nachdem er im November zunächst einem Gegenspieler mit dem Ellenbogen den Kiefer gebrochen hatte und schließlich nach einem weiteren Ellenbogenschlag wenigstens für ein Spiel suspendiert wurde. Noch am Monatsende nach 13 Saisoneinsätzen wurde Conklin von den Crocodiles, die sich am Saisonende aus finanziellen Gründen auflösten, aus seinem Vertrag entlassen. Conklin kehrte im Frühjahr 2016 nach Puerto Rico zurück, wo er für die Piratas aus Quebradillas die komplette Saison in der BSN absolvierte. Im März 2016 wurde Conklin ein weiteres Mal suspendiert nach einem Ellenbogenschlag, der Renaldo Balkman zu Boden schickte. Als Hauptrundenachter schieden die Piratas jedoch im Play-off-Viertelfinale nach nur einem Sieg in fünf Spielen gegen die Vaqueros aus Bayamón aus. Nach dem Saisonende auf Puerto Rico blieb Conklin zunächst in der Karibik und spielte in der Dominikanischen Republik für die Leones aus der Hauptstadt Santo Domingo. Gemeinsam mit unter anderem dem ehemaligen NBA-Profi Donté Greene konnte Conklin im entscheidenden siebten Finalspiel den Titelverteidiger Metros de Santiago in deren Halle entthronen.
Eine Woche nach dem Titelgewinn in der Dominikanischen Republik unterschrieb Conklin erstmals einen Vertrag in Europa. Er wechselte nach Frankreich, wo die Meisterschafts-Saison LNB Pro A 2016/17 bereits begonnen hatte, zu JSF in Nanterre im Département Hauts-de-Seine, die nunmehr als Nanterre 92 firmierten. Zusammen mit unter anderem dem Deutschen Heiko Schaffartzik sowie seinen Landsleuten Chris Warren, Spencer Butterfield und Mykal Reily als Mannschaftskameraden bei Nanterre gewann Conklin den französischen Pokalwettbewerb Coupe de France 2017 sowie wenige Tage später im Endspiel gegen den nationalen Rivalen Élan Chalon auch den internationalen FIBA Europe Cup 2016/17. Ein mögliches Triple verpasste die Mannschaft kurz darauf, als sie als Hauptrundendritter der französischen Liga in den Play-offs um die Meisterschaft im Viertelfinale gegen den Lokalrivalen Paris-Levallois Basket sieglos blieb. Zur folgenden Saison wechselte Conklin zum Ligakonkurrenten Cercle Saint-Pierre aus Limoges, für den bereits sein vormaliger Mannschaftskamerad Schaffartzik zuvor aktiv gewesen war. Der elfmalige Altmeister hatte in der abgelaufenen Saison als Tabellenzehnter die Play-offs um die Meisterschaft verpasst, startet jedoch mit einer Wild Card im europäischen Vereinswettbewerb EuroCup 2017/18.

## Namensvetter
Conklin hat einen neun Jahre älteren, zehn Zentimeter größeren und ebenfalls Basketball spielenden Namensvetter, der nach Studium an der University of Nebraska-Lincoln ebenfalls als Profi und dort für kurze Zeit in der Basketball-Bundesliga 2006/07 für die TBB Trier in Deutschland spielte. Noch vor Jahresende 2006 brach sein aus Ohio stammender Namensvetter seine professionelle Karriere als Basketballspieler wieder ab und wurde Direktor einer lokalen Einrichtung der Fellowship of Christian Athletes (FCA) in der Nähe seines Studienortes in Omaha.